# Народний фронт визволення Тиграй
Народний фронт визволення Тиграй (TPLF, тигр. ህዝባዊ ወያነ ሓርነት ትግራይ, дос. «Народна боротьба за свободу Тиграя») — ліве етнічно-націоналістичне

воєнізоване угруповання, 
заборонена політична партія та колишня правляча партія Ефіопії. 

  
Ефіопський уряд визнав її терористичною організацією.
Згідно з офіційними даними, TPLF було засновано 18 лютого 1975 року в Дедебіті, північно-західний Тиграй
. 
За 16 років воно виросло з дюжини людей до найпотужнішого збройного «визвольного» руху в Ефіопії. 
 
Вона очолювала політичну коаліцію під назвою Революційно-демократичний фронт ефіопських народів (EPRDF) в 1989 — 2018 роках. 
Вела 15-річну війну проти режиму Дерга, який був повалений в 1991 році. 
В основному завдяки своїм військовим можливостям TPLF була в авангарді розгрому Дерг. 

За допомогою свого колишнього союзника, Еритрейського народного фронту визволення (EPLF), TPLF повалив уряд Народної Демократичної Республіки Ефіопія (PDRE) і встановив новий уряд 28 травня 1991 року, який правив Ефіопією 
 
до тих пір, поки не було усунений від влади у федеральному уряді в 2018 році 

18 січня 2021 року Національна виборча рада Ефіопії скасувала реєстрацію партії, посилаючись на акти насильства та повстання, вчинені керівництвом партії проти федерального уряду у 2020 році, а також на відсутність представництва. 

6 травня 2021 року Палата народних представників Ефіопії офіційно схвалила резолюцію парламенту про визнання TPLF терористичною організацією. 

У листопаді 2022 року Африканський союз у Преторії, Південна Африка, уклав угоду між двома сторонами щодо припинення війни. 

## Комуністи-сепаратисти
З 1972 в Аддіс-Абебі діяла Асоціація університетських студентів Тиграй — підпільна організація націоналістично налаштованих студентів — тиграї. Асоціація виступала проти монархічного режиму, за самовизначення Тиграю. 
14 вересня 1974 року сім її активістів — Абай Тсехайє, Сейюм Месфін, Гідей Зератсіон, Хайлу Мангаша, Беріху Берехе, Зеріу Гессессе, Асфаха Хагос — на таємній зустрічі в столичній кав'ярні заснували Національну організацію Тиграй (НОТ). 
Ідеологія організації поєднувала ортодоксальний марксизм-ленінізм та тиграйський сепаратизм.
11 лютого 1975 р. НОТ була перетворена на Народний фронт звільнення Тиграй (НФОП). 
Через рік був виданий Маніфест НФОП, в якому проголошувалась мета створення Республіки Великий Тиграй (до території якого була віднесена значна частина Афара) 
. 
Незабаром, однак, це гасло було знято та замінено вимогою самовизначення всіх народів Ефіопії.
У керівництві НФОП домінували активісти студентського націоналістичного руху — Абай Тсехайє, Сейюм Месфін, Гебру Асрат, Легессе (Мелес) Зенаві.

## Громадянська війна у Тиграї

### Ідеологія та практика збройної боротьби
Попри спільність комуністичної доктрини, НФОП виступав проти правлячого ДЕРГ. 
Причини жорсткої конфронтації полягали у тиграйському сепаратизмі НФОП та у Червоному терорі ДЕРГ. 
НФОП поставив завдання озброєного повалення режиму Менгісту Хайле Маріама. 
НФОП був одним із головних учасників громадянської війни в Ефіопії.
Командні кадри озброєних формувань комплектувалися з колишніх студентів, рядовий склад — із тиграйських селян, що підтримували націоналістичні гасла та незадоволених політикою ДЕРГ та згодом РПЕ. 
Важливу роль відіграв тиграйський старійшина, депутат парламенту часів монархії Гессесеу Айєле Сехул
Його особистий авторитет та розгалужені зв'язки сприяли залученню підтримки НФОП. 
Поряд з урядовими силами серйозну загрозу представляли конкуруючі за вплив угрупування бандитів - «шифта» 

Але цю небезпеку вдалося нейтралізувати впливом Сехула.
Перші атаки НФОП були здійснені 5 серпня 1975 року (напад на в'язницю в Шіре) і 4 вересня 1975 року (пограбування банку в Аксумі) 
. 
При першій акції було звільнено і приєдналося до НФОП понад шістдесят ув'язнених (як політичних, так і кримінальних), при другій захоплено велику кількість зброї, боєприпасів та грошей.
Наліт на банк в Аксумі започаткував формування фінансової бази НФОП. 
Вилучені кошти створили основу майбутнього Благодійного фонду відновлення Тиграй (відомий у світі під англійською абревіатурою EFFORT) 
. 
Спочатку вони використовувалися на придбання зброї, надання соціальної допомоги сім'ям загиблих бійців та населенню контрольованих територій. Згодом були пущені в обіг та інвестиційні проекти 
.
Перші успіхи зміцнили у Тиграї повстанський авторитет. 
Вдалося організувати мобілізацію у збройні формування НФОП та організувати ефективну партизанську боротьбу. 
Поступово було взято під контроль значні території регіону. 
Агітація НФОП мала насамперед націонал-сепаратистський характер: важке соціальне становище Тиграю пояснювалося диктатом амхара, які домінували у владі як і за монархічного, так і за комуністичного режиму в Аддіс-Абебі. 
При цьому НФОП узяв на себе захист тиграйського селянства від Червоного терору (який практикувався урядовими гарнізонами в містах) та надання продовольчої допомоги під час голоду 1983—1985 (відповідальність за який покладалася на правлячий режим).

### Конфлікти та спілки у збройній опозиції
Відносини НФОП з іншими організаціями озброєної опозиції відрізнялися складністю, напруженістю, часто відвертою ворожнечею. 
Проти Ефіопського демократичного союзу (ЕРС) та Ефіопської народно-революційної партії (ЕНРП) велися військові дії — хоча стверджується, що спочатку НФОП робив спроби укласти тактичний союз із консервативним ЕРС та ультралівою ЕНРП. 
Керівництво НФОП звинуватило ЕРС у вбивстві Айеле Сехула та розгорнуло проти консерваторів потужний наступ. 
У кількох великих сутичках осені 1976 — весни 1977 ЕРС зазнав серйозних втрат, і до 1979 був практично вибитий з Тиграю. 
Раніше, 1978, були розбиті тиграйські формування ЕНРП.
Союзні відносини підтримувалися НФОП з Народним фронтом визволення Еритреї, оскільки еритрейські сепаратисти загалом не претендували на участь в ефіопській політиці.

### Повстанська влада
З 1980 на контрольованих територіях створювалася адміністрація, що регулярно діє, і проводилася цілеспрямована партійна політика. 
Викорінювалися патріархальні структури, встановлювалася рівноправність жінок, налагоджувалась система освіти, що займалася також активною пропагандою. 
Було створено нові суди, де підвищився статус місцевого традиційного права.
Проводилася аграрна реформа, селяни безоплатно наділялися землею. НФОП провів спеціальну конференцію, що обговорила різні форми земельної власності та господарювання. 
Ідеологічно вмотивовані проекти виробничої кооперації більшістю голосів було відхилено. 
Всупереч своїй комуністичній ідеології, НФОП санкціонував приватну селянську власність. 
Також, попри ідеологію, НФОП дозволяв на контрольованих територіях вільну торгівлю (заборонену режимом Менгісту). 
Такий прагматизм сприяв надходженню необхідних ресурсів, особливо в період голоду. 
Це також зміцнювало популярність НФОП у масі селян та дрібних торговців 
..
Гнучка політика проводилася щодо Ефіопської православної церкви (знов-таки, попри жорсткий ідеологічний атеїзм). Церква розглядалася як структура "реакційна, але неоднорідна". 
Лояльні священики допускалися до служіння, а найавторитетніші — навіть до органів місцевої влади. 
У свою чергу багато священників благословляли боротьбу НФОП, а деякі навіть самі брали в руки зброю 
.
Масова підтримка населення та міцна військово-адміністративна структура у сільській місцевості дозволили НФОП розгорнути успішний наступ на міста та армійські гарнізони. 
До 1989 року регіон Тиграй загалом контролювався НФОП.

## Організаційна структура та партійна ідеологія
В 1970—1980-х НФОП поділявся на чотири територіальні організації — три у Тиграї, одна — за межами регіону. 
Керівним органом за Статутом 1979 року був з'їзд, який обирав ЦК та Політбюро. 
Ці інстанції формували три функціональні комітети — політичний, соціально-економічний та військовий. 
До політичного комітету належали департаменти масових організацій, пропаганди, культури, громадських зв'язків, закордонних справ та безпеки. 
До соціально-економічного — департаменти техніки, сільського господарства, постачання, охорони здоров'я та освіти. 
До військового — командні структури регулярних збройних сил, міліційних формувань, розвідки та контррозвідки, логістики, бойової підготовки та військової пропаганди 
.
Формально управління НФОП мало колегіальний характер. 
Реально першими особами були Абай Тсехайє (1974—1989), потім Мелес Зенаві (1989—2012) та Абай Волду (2012—2018).
1983 року в НФОП була створена Марксистсько-ленінська ліга Тиграй (МЛЛТ) — закрита структура на кшталт «авангардної партії». 
До неї увійшли майже всі члени вищого керівництва НФОП. 
Ліга генерувала ідеологію НФОП у дусі ортодоксального комунізму, ідей Енвера Ходжі та програми Албанської партії праці. 
Виходячи з цих установок, МЛЛТ та НФОП різко негативно ставилися до «опортуністичної» КПРС та «соціал-імперіалістичного» СРСР. 
Це ставлення поширювалося на правлячу в Ефіопії РПЕ та її лідера Менгісту Хайле Маріама, що розглядалися як «радянські маріонетки».
Водночас реальна політика була досить гнучкою і визначалася не ортодоксально-комуністичною доктриною, а лівим популізмом та практичними завданнями збройної боротьби 
.

## РДФЕН та перемога у громадянській війні
1989 позначив перелом під час ефіопської громадянської війни. 
З ініціативи НФОП було створено Революційно-демократичний фронт ефіопських народів (РДФЕН). 
У РДФЕН об'єдналися кілька повстанських рухів різної етнічної орієнтації: НФОП (тиграї), Ефіопський народно-демократичний рух (амхара), Демократична організація народів оромо (оромо), Південно-ефіопський народно-демократичний фронт (народності Півдня Ефіопі). 
Очолив РДФЕН лідер НФОП Мелес Зенаві.
Озброєні формування РДФЕН розгорнули генеральний наступ на урядові війська. 
У травні 1991 року бійці РДФЕН вступили до Аддіс-Абеби, а Менгісту Хайле Маріам утік із країни. 
Громадянська війна в Ефіопії завершилася перемогою повстанців.

## Ядро правлячого блоку

### Ідеологічна переорієнтація
Після приходу до влади НФОП повністю відмовився від марксистсько-ленінської ідеології, різкий відхід від якої позначився ще наприкінці 1980-х. 
За низкою оцінок, це пов'язано не так з еволюцією поглядів, як зі змінами міжнародної ситуації — перебудовою, східноєвропейськими революціями, розпадом СРСР. 
Особливо вплинуло падіння комуністичного режиму в Албанії. 
Діяльність МЛЛТ припинилася.
Новою ідеологією НФОП та РДФЕН стала ефіопська революційна демократія  — синтез марксизму та ліворадикального популізму. 
Цей доктринальний комплекс зветься мелесизм, від імені Мелеса Зенаві. 
Він характеризується як «бріколаж з марксизму, ленінізму, маоїзму та лібералізму», порівнюється з комунізмом і фашизмом, характеризується як «ефективна зброя проти внутрішніх та зовнішніх ворогів» 
.

### Політична система
Формально в Ефіопії встановилася багатопартійна демократія. 
Але в політиці збереглися виражені авторитарні та репресивні риси, а також принцип авангардної партії. Мелес Зенауї беззмінно стояв на чолі Ефіопії з 1991 року до своєї смерті в 2012 — спочатку як президент, потім як прем'єр-міністр Ефіопії

Гасло незалежності Тиграю також було сквсовано (що призвело до розколу НФОП у 2000 році). 
НФОП декларувало право самовизначення всіх народів Ефіопії та стояло на позиціях федералізму. 
Проте політичні опоненти звинувачували НФОП в етнічних пріоритетах 

і різко критикували за «внесення розколу між ефіопами» 
.
Як ядро РДФЕН, під керівництвом Зенаві НФОП фактично виявився правлячою партією Ефіопії загалом. 
Після смерті Зенаві дещо зросло значення інших партій РДФЕН, проте домінування у владі зберігалося за НФОП. 
Прем'єр-міністр Гайле Мар'ям Десалень, президенти Негассо Гідада, Гирмен Вольд-Гіоргіс Лука, Мулату Тешоме представляли РДФЕН і проводили курс, погоджений з керівництвом НФОП.
На виборах 24 травня 2015 року РДФЕН здобув 500 місць із 547 у нижній палаті ефіопського парламенту та всі 142 місця у регіональних зборах Тиграю. У Тиграї адміністративно-політична влада НФОП є монопольною 
.

### Економічний контроль
Ключову роль в ефіопській економіці відіграють «партійні компанії» — фінансові, промислові, транспортні, енергетичні, будівельні, аграрні — афілійовані з НФОП, що належать етнічним тиграям і здебільшого зареєстровані в Мекеле (столиця Тиграй) 
. 
«Парасольковою структурою» є EFFORT 
, 
створений практично відразу після приходу до влади РДФЕН. 
В 1995 році виконавчим директором EFFORT був призначений Сійє Абраха, ветеран партизанської війни та довірена особа Мелеса Зенауї. У 2001, після розколу НФОП, Абраху змінив Себхат Нега 
.
EFFORT був економічною базою правління НФОП та РДФЕН. 
Крім того, фонд використовується як механізм переважної фінансової підтримки Тиграю. 
Ефіопська опозиція різко критикує EFFORT як структуру монополізму та корупції 
.

## Керівництво
Перші два десятиліття правління НФОП одноосібним главою був Мелес Зенаві.
Після його смерті у 2012 головою НФОП став Абай Велду, який на той час два роки очолював адміністрацію Тиграй 
..
27 листопада 2017 року головою НФОП був обраний Дебреціон Гебремікаель — інженер-електротехнік та інформаційний технолог, колишній віце-прем'єр та міністр розвитку інформаційних та комунікаційних технологій в уряді Хайлемаріама Десаленя, учасник збройної боротьби проти режиму Менгісту 
. 
З 9 січня 2018 року він розпочав виконання обов'язків голови адміністрації (президента) Тиграй 
. 
За низкою оцінок, зміцнення пшзицій Дебреціона Гебремікаеля стало підсумком жорсткого міжкланового протистояння: його прибічники ледве взяли гору над групою Абая Велду. Противники режиму характеризували Дебреціона Гебремікаеля як «найнебезпечнішого» діяча в керівництві НФОП 
.
Найвищим органом НФОП є з'їзд, який затверджує Виконком, який здійснює управління партією. 
Голова НФОП обирається Виконкомом.

## Перехід до опозиції
У квітні 2018 уряд Ефіопії очолив Абій Ахмед Алі — представник народу оромо, на той момент голова Демократичної партії оромо та РДФЕН. Новий прем'єр-міністр розпочав широкомасштабні реформи. 
Цей курс, названий "революція оромо", характеризується як "поступове дистанціювання від етнічного правління" (за змістом мається на увазі авторитаризм НФОП та домінування тиграї). 
Було звільнено тисячі політв'язнів, пом'якшено репресивне законодавство, обмежено політичну роль армії та органів держбезпеки, ініційовано конституційну реформу, розпочато приватизацію економічних активів 
.
Одним із проявів нового курсу стало рішення про розпуск РДФЕН та створення на його основі Партії процвітання
. 
Нова правляча партія була заснована 1 грудня 2019 року на основі об'єднання Демократичної партії оромо, Демократичної партії амхара, Південно-ефіопського народно-демократичного руху та п'яти регіонально-етнічних партій. 
Головою партії став Абій Ахмед Алі. Таким чином, у Партії процвітання консолідувалися всі структури РДФЕН, за винятком НФОП, який перейшов до опозиції. Скасування РДФЕН було сприйнято як крок відходу від колишньої авторитарної системи 
..
Керівництво НФОП на чолі з Дебреціоном Гебремікаелем оголосило незаконним розпуск РДФЕН та створення Партії процвітання. 
НФОП перейшов до опозиції уряду Абія Ахмеда Алі, зберігаючи повний контроль над регіоном Тиграй. 
Вже влітку 2018 року Дебреціон Гебремікаель звинувачував нову владу в «руйнуванні ефіопської державності». 
Уряд в Мекеле зажадала від Аддіс-Абеби невтручання у справи регіону, попередивши, що в іншому випадку сама втрутиться у справи центрального уряду.
11 лютого 2020 року, через 45-річчя НФОП, була опублікована заява Виконкому. 
Нагадавши про заслуги в поваленні режиму Менгісту і подальшому розвитку Ефіопії, автори звинуватили уряд Абія в «порушенні миру, демократії та законності, встановленні тоталітарної диктатури, руйнуванні та розпаді» і закликали «згуртуватися перед зарозумілістю амхарських сил» 
. 
Заява була звернена не лише до жителів Тиграй (у тому числі «поважних політичних конкурентів», яким нагадувалося, що їхні партії — «теж результат 11 лютого») та інших громадян Ефіопії, а й до народу Еритреї — з пропозицією залишити непотрібні конфлікти». укласти союз 
.

## Збройне зіткнення з урядом
9 вересня 2020 року адміністрація Тиграй провела в регіоні вибори. Уряд Ефіопії оголосив голосування незаконним, оскільки в решті країни він був скасований через пандемію COVID-19 і перенесено з 29 серпня 2020 року на 2021 рік. Між центральним урядом та тиграйською адміністрацією виник жорсткий політичний конфлікт. 8 жовтня 2020 року парламент Ефіопії розірвав відносини із законодавчим органом Тиграй (Рада представників) та регіональною адміністрацією.
3 листопада 2020 року конфлікт перейшов у військову фазу. У Тиграй почалися бойові зіткнення між ефіопською армією та озброєними формуваннями НФОП (що значно перевершують сили центрального уряду). Обидві сторони поклали відповідальність одна на одну. Прем'єр Абій Ахмед Алі звинуватив НФОП у неспровокованому нападі на базу урядових військ у Тиграй. Дебреціон Гебремікаель назвав військову операцію уряду "спробою покарати за непокірність". Керівництво НФОП висловило впевненість у своїй перемозі.
На екстреному засіданні 7 листопада 2020 року парламент Ефіопії проголосував за розформування адміністрації Тиграй. Зі свого боку, уряд Мекеле не визнає легітимність уряду Абія Ахмеда Алі в Аддіс-Абебі. Дебреціон Гебремікаель підтвердив намір продовжувати озброєну боротьбу, поки уряд не погодиться на переговори, і закликав Африканський союз втрутитися у конфлікт.
12 листопада 2020 року, на тлі повідомлень про бої в Тиграй та встановлення контролю урядової армії над західною частиною регіону, парламент Ефіопії ініціював кримінальне переслідування великої групи керівників НФОП на чолі з Дебреціоном Гебремікаелем. Усі вони позбавлені судового імунітету. Того ж дня Дебреціон Гебремікаель заявив: «Нас не перемогти».
На думку ряду спостерігачів, причина зіткнення полягає не так у сепаратистських устремліннях адміністрації Тиграй, як у прагненні керівництва НФОП відновити свою владу в Ефіопії.
28 листопада 2020 року прем'єр-міністр Ефіопії Абій Ахмед Алі заявив про взяття урядовими військами тиграйської столиці Мекеле і завершення військових дій. Він повідомив також про розшук федеральною поліціею групи лідерів НФОП. Зі свого боку Дебреціон Гебремікаель заявив про намір продовжувати озброєну боротьбу проти центрального уряду.